# 쉐보레 스타크래프트
쉐보레 스타크래프트는 쉐보레사에서 제작하는 승합차의 모델이다. 형제 차종으론 GMC 사바나와 쉐보레 익스프레스가 있는 차종이다. 1995년에 출시되어서 지금까지 나오는 차종이다.

## 특징
쉐보레 스타크래프트는 크기가 매우 큰 승합차로서 주로 6인승 화물밴, 9인승 승합차, 12인승 승합차, 15인승 승합차가 판매되고 있다. 스타크래프트는 주로 체비밴, 벤듀라, 익스플로러, 패신저 밴, 아스트로 벤이 있으며 대한민국애선 연예인이 주로 타고 다니거나 신혼여행을 하는 리무진으로 많이 쓰이는 차종이다. 미국 경찰과 소방에서도 볼 수가 있는 차종이며 미국과 대한민국에선 구급차로도 쓰인다. 스타크래프트의 리무진은 종아리받침대가 설치되어 있고 하이 루프식으로 제작이 된다.

## 경쟁 차종
- 현대자동차 - 현대 쏠라티
- 포드 - 포드 트랜짓
- 메르세데스-벤츠 - 메르세데스-벤츠 스프린터
- 르노 - 르노 마스터

## 같이 보기
- 쉐보레 익스프레스
- 승합차